# Japan Radio Company
Pour les articles homonymes, voir JRC.
Japan Radio Company (JRC Ltd  日本無線株式会社) est une entreprise japonaise d'électronique, spécialisée dans les systèmes d'électronique sans fil (wireless) et de communication.
Fondée en 1915, Japan Radio Company a conçu une large gamme de produits dont des systèmes électroniques pour la marine et des équipements de télécommunication.